# Campeonato Uruguayo de Primera División 2025
Il Campionato Uruguayo de Primera División 2025, anche noto come Liga AUF Uruguaya 2025, è la 122º edizione della massima serie del campionato di calcio uruguaiano, la 95º dal passaggio al professionismo. La stagione, intitolata a Juan Izquierdo, è iniziata il 31 gennaio 2025 e terminerà il 7 dicembre successivo.
La squadra campione in carica è il Peñarol, che ha vinto il suo cinquantaduesimo titolo nazionale nell'edizione 2024.

## Stagione

### Novità
Al termine della stagione precedente sono stati retrocessi Rampla Juniors, Fénix e Dep. Maldonado, ultime tre classificate nella classifica del promedio della stagione 2024. Al loro posto sono stati promossi Plaza Colonia e Montevideo City Torque, prime due classificate della Segunda División, insieme con il Juventud, vincitore dei play-off.

### Formula
Come nella stagione 2024, il campionato è diviso in tre distinti periodi, Apertura, Intermedio e Clausura.
Per Apertura e Clausura, le 16 squadre partecipanti giocano un girone di sola andata, per un totale di 15 giornate per periodo, per decretare i campioni dei due periodi, mentre nel torneo intermedio le squadre sono divise in due gironi, ognuno da 8 partecipanti, che giocano un girone sola andata, per un totale di 7 giornate. Al termine di esse, le vincenti dei due gironi si qualificano per la finale, che in gara singola decreta la squadra campione del Torneo Intermedio.
Le vincenti dei due periodi e la squadra con il miglior piazzamento nella classifica aggregata (che tiene conto di tutti e tre i tornei disputati durante l'anno) si qualificano per la fase finale, con le vincenti dei periodi che giocano una semifinale, e la vincente delle due incontra in finale la miglior piazzata della classifica aggregata per decretare la squadra campione nazionale.
Le vincenti dei due periodi ottengono la qualificazione alla Coppa Libertadores 2026, insieme con le altre due squadre non campioni di periodo con il miglior piazzamento nella classifica complessiva, mentre altre quattro squadre in base alla classifica aggregata ottengono la qualificazione per la Coppa Sudamericana 2026. Le ultime tre classificate in base al promedio (la classifica ponderata che tiene conto delle ultime due stagioni) sono invece retrocesse in Segunda División.

## Squadre partecipanti
| Club                   | Città                  | Stagione precedente              |
| ---------------------- | ---------------------- | -------------------------------- |
| Boston River           | Florida                | 4° in Apertura, 4° in Clausura   |
| Cerro                  | Montevideo             | 10° in Apertura, 14° in Clausura |
| Cerro Largo            | Melo                   | 6° in Apertura, 6° in Clausura   |
| Danubio                | Montevideo             | 14° in Apertura, 5° in Clausura  |
| Defensor Sporting      | Montevideo             | 3° in Apertura, 7° in Clausura   |
| Juventud               | Las Piedras            | Segunda División                 |
| Liverpool (M)          | Montevideo             | 8° in Apertura, 9° in Clausura   |
| Miramar Misiones       | Montevideo             | 16° in Apertura, 8° in Clausura  |
| Montevideo City Torque | Montevideo             | Segunda División                 |
| Montevideo Wanderers   | Montevideo             | 9° in Apertura, 11° in Clausura  |
| Nacional               | Montevideo             | 2° in Apertura, 2° in Clausura   |
| Peñarol                | Montevideo             | Campione di Uruguay              |
| Plaza Colonia          | Colonia del Sacramento | Segunda División                 |
| Progreso               | Montevideo             | 5° in Apertura, 16° in Clausura  |
| Racing Montevideo      | Montevideo             | 7° in Apertura, 3° in Clausura   |
| River Plate (M)        | Montevideo             | 13° in Apertura, 10° in Clausura |

## Apertura
Il torneo di Apertura, intitolato a Eduardo Arsuaga, è iniziato il 31 gennaio ed è terminato il 20 maggio 2025.
|  | Pos. | Squadra                | Pt | G  | V | N | P | GF | GS | DR  |
|  | ---- | ---------------------- | -- | -- | - | - | - | -- | -- | --- |
|  | 1.   | Liverpool (M)          | 32 | 15 | 9 | 5 | 1 | 22 | 9  | +13 |
|  | 2.   | Nacional               | 31 | 15 | 9 | 4 | 2 | 35 | 16 | +19 |
|  | 3.   | Juventud               | 30 | 15 | 9 | 3 | 3 | 23 | 15 | +8  |
|  | 4.   | Peñarol                | 27 | 15 | 8 | 3 | 4 | 21 | 17 | +4  |
|  | 5.   | Defensor Sporting      | 24 | 15 | 7 | 3 | 5 | 17 | 12 | +5  |
|  | 6.   | Racing Montevideo      | 23 | 15 | 6 | 5 | 4 | 14 | 10 | +4  |
|  | 7.   | Boston River           | 22 | 15 | 6 | 4 | 5 | 16 | 17 | -1  |
|  | 8.   | Cerro Largo            | 21 | 15 | 5 | 6 | 4 | 15 | 16 | -1  |
|  | 9.   | Plaza Colonia          | 19 | 15 | 5 | 4 | 6 | 13 | 13 | 0   |
|  | 10.  | Montevideo City Torque | 17 | 15 | 4 | 5 | 6 | 16 | 22 | -6  |
|  | 11.  | Progreso               | 15 | 15 | 3 | 6 | 6 | 17 | 27 | -10 |
|  | 12.  | Cerro                  | 14 | 15 | 3 | 6 | 6 | 13 | 20 | -7  |
|  | 13.  | Danubio                | 12 | 15 | 1 | 9 | 5 | 12 | 17 | -5  |
|  | 14.  | Montevideo Wanderers   | 12 | 15 | 2 | 6 | 7 | 12 | 17 | -5  |
|  | 15.  | Miramar Misiones       | 12 | 15 | 3 | 3 | 9 | 16 | 24 | -8  |
|  | 16.  | River Plate (M)        | 10 | 15 | 2 | 4 | 9 | 10 | 20 | -10 |

Legenda:
      Campione di Apertura e qualificata per la Fase finale.

## Torneo intermedio
Il torneo Intermedio, intitolato a Mathías Acuña, è iniziato il 23 maggio e terminerà il 6 luglio 2025.

### Girone 1
|  | Pos. | Squadra              | Pt | G | V | N | P | GF | GS | DR  |
|  | ---- | -------------------- | -- | - | - | - | - | -- | -- | --- |
|  | 1.   | Peñarol              | 16 | 7 | 5 | 1 | 1 | 15 | 5  | +10 |
|  | 2.   | Defensor Sporting    | 14 | 7 | 4 | 2 | 1 | 12 | 10 | +2  |
|  | 3.   | Montevideo Wanderers | 12 | 7 | 3 | 3 | 1 | 6  | 5  | +1  |
|  | 4.   | Plaza Colonia        | 8  | 7 | 1 | 5 | 1 | 6  | 7  | -1  |
|  | 5.   | Liverpool (M)        | 8  | 7 | 2 | 2 | 3 | 10 | 12 | -2  |
|  | 6.   | Cerro                | 8  | 7 | 2 | 2 | 3 | 7  | 9  | -2  |
|  | 7.   | River Plate (M)      | 5  | 7 | 1 | 2 | 4 | 6  | 10 | -4  |
|  | 8.   | Cerro Largo          | 3  | 7 | 0 | 3 | 4 | 7  | 11 | -4  |

Legenda:
      Qualificata per la finale.

### Girone 2
|  | Pos. | Squadra                | Pt | G | V | N | P | GF | GS | DR  |
|  | ---- | ---------------------- | -- | - | - | - | - | -- | -- | --- |
|  | 1.   | Nacional               | 21 | 7 | 7 | 0 | 0 | 16 | 6  | +10 |
|  | 2.   | Juventud               | 15 | 7 | 5 | 0 | 2 | 14 | 11 | +3  |
|  | 3.   | Racing Montevideo      | 13 | 7 | 4 | 1 | 2 | 11 | 6  | +5  |
|  | 4.   | Danubio                | 10 | 7 | 3 | 1 | 3 | 11 | 11 | 0   |
|  | 5.   | Boston River           | 7  | 7 | 2 | 1 | 4 | 8  | 12 | -4  |
|  | 6.   | Progreso               | 6  | 7 | 2 | 0 | 5 | 4  | 10 | -6  |
|  | 7.   | Montevideo City Torque | 5  | 7 | 1 | 2 | 4 | 10 | 12 | -2  |
|  | 8.   | Miramar Misiones       | 4  | 7 | 1 | 1 | 5 | 2  | 8  | -6  |

Legenda:
      Qualificata per la finale.

### Finale
| Arbitro: | Esteban Ostojich |

|                                                   |                      |                              |
| Terans Fernández Léo Coelho Muhlethaler Umpiérrez | Tiri di rigore 5 – 3 | Carneiro Coates Boggio Mejía |

## Clausura
Il torneo di Clausura, dedicato a José Nasazzi, è iniziato il 16 agosto ed è terminato il 2 dicembre 2024.
|  | Pos. | Squadra                | Pt | G | V | N | P | GF | GS | DR |
|  | ---- | ---------------------- | -- | - | - | - | - | -- | -- | -- |
|  | 1.   | Boston River           | 7  | 3 | 2 | 1 | 0 | 7  | 2  | +5 |
|  | 2.   | Liverpool (M)          | 7  | 3 | 2 | 1 | 0 | 3  | 1  | +2 |
|  | 3.   | Peñarol                | 6  | 3 | 2 | 0 | 1 | 6  | 3  | +3 |
|  | 4.   | Cerro Largo            | 6  | 2 | 2 | 0 | 0 | 4  | 1  | +3 |
|  | 5.   | Racing Montevideo      | 6  | 3 | 2 | 0 | 1 | 3  | 2  | +1 |
|  | 6.   | Defensor Sporting      | 6  | 3 | 2 | 0 | 1 | 2  | 4  | -2 |
|  | 7.   | Cerro                  | 4  | 3 | 1 | 1 | 1 | 3  | 2  | +1 |
|  | 8.   | Danubio                | 4  | 2 | 1 | 1 | 0 | 2  | 1  | +1 |
|  | 9.   | Montevideo City Torque | 4  | 3 | 1 | 1 | 1 | 5  | 6  | -1 |
|  | 10.  | Nacional (-3)          | 3  | 3 | 2 | 0 | 1 | 8  | 6  | +2 |
|  | 11.  | Miramar Misiones       | 3  | 3 | 1 | 0 | 2 | 4  | 4  | 0  |
|  | 12.  | Juventud               | 3  | 3 | 1 | 0 | 2 | 3  | 5  | -2 |
|  | 13.  | Montevideo Wanderers   | 1  | 3 | 0 | 1 | 2 | 1  | 3  | -2 |
|  | 14.  | River Plate (M)        | 1  | 3 | 0 | 1 | 2 | 0  | 3  | -3 |
|  | 15.  | Plaza Colonia          | 1  | 3 | 0 | 1 | 2 | 1  | 5  | -4 |
|  | 16.  | Progreso               | 0  | 3 | 0 | 0 | 3 | 3  | 7  | -4 |

Legenda:
      Campione di Clausura e qualificata per la Fase finale.

## Classifica finale
|  | Pos. | Squadra                | Pt | G  | V  | N  | P  | GF | GS | DR  |
|  | ---- | ---------------------- | -- | -- | -- | -- | -- | -- | -- | --- |
|  | 1.   | Nacional (-3)          | 55 | 25 | 18 | 4  | 3  | 59 | 28 | +31 |
|  | 2.   | Peñarol                | 49 | 25 | 15 | 4  | 6  | 42 | 25 | +17 |
|  | 3.   | Juventud               | 48 | 25 | 15 | 3  | 7  | 40 | 31 | +9  |
|  | 4.   | Liverpool (M)          | 47 | 25 | 13 | 8  | 4  | 35 | 22 | +13 |
|  | 5.   | Defensor Sporting      | 44 | 25 | 13 | 5  | 7  | 31 | 26 | +5  |
|  | 6.   | Racing Montevideo      | 42 | 25 | 12 | 6  | 7  | 28 | 18 | +10 |
|  | 7.   | Boston River           | 36 | 25 | 10 | 6  | 9  | 31 | 31 | 0   |
|  | 8.   | Cerro Largo            | 30 | 24 | 7  | 9  | 8  | 26 | 28 | -2  |
|  | 9.   | Plaza Colonia          | 28 | 25 | 6  | 10 | 9  | 20 | 25 | -5  |
|  | 10.  | Danubio                | 26 | 24 | 5  | 11 | 8  | 25 | 29 | -4  |
|  | 11.  | Cerro (-1)             | 26 | 25 | 6  | 9  | 10 | 23 | 31 | -8  |
|  | 12.  | Montevideo City Torque | 26 | 25 | 6  | 8  | 11 | 31 | 40 | -9  |
|  | 13.  | Montevideo Wanderers   | 25 | 25 | 5  | 10 | 10 | 19 | 25 | -6  |
|  | 14.  | Progreso               | 21 | 25 | 5  | 6  | 14 | 24 | 44 | -20 |
|  | 15.  | Miramar Misiones       | 19 | 25 | 5  | 4  | 16 | 22 | 36 | -14 |
|  | 16.  | River Plate (M)        | 16 | 25 | 3  | 7  | 15 | 16 | 33 | -17 |

Legenda 2026:
     Campione dell'Uruguay e ammessa alla Coppa Libertadores
     Ammesse alla fase a gironi della Coppa Libertadores
     Ammesse ai preliminari della Coppa Libertadores
     Ammesse alla fase a gironi della Coppa Sudamericana
     Retrocesse in Série B
Note:
Tre punti a vittoria, uno a pareggio, zero a sconfitta.

## Classifica retrocessione
|  | Pos. | Squadra                | MP    | Pt  | G  | 2024 | 2025 | DR  |
|  | ---- | ---------------------- | ----- | --- | -- | ---- | ---- | --- |
|  | 1.   | Peñarol                | 2,290 | 142 | 62 | 93   | 49   | +73 |
|  | 2.   | Nacional               | 2,274 | 141 | 62 | 86   | 55   | +85 |
|  | 3.   | Juventud               | 1,920 | 48  | 25 | -    | 48   | +9  |
|  | 4.   | Defensor Sporting      | 1,661 | 103 | 62 | 59   | 44   | +21 |
|  | 5.   | Boston River           | 1,548 | 96  | 62 | 60   | 36   | +6  |
|  | 6.   | Racing Montevideo      | 1,516 | 94  | 62 | 52   | 42   | +14 |
|  | 7.   | Liverpool (M)          | 1,387 | 86  | 62 | 39   | 47   | +4  |
|  | 8.   | Cerro Largo            | 1,377 | 84  | 61 | 54   | 30   | +1  |
|  | 9.   | Danubio                | 1,295 | 79  | 61 | 53   | 26   | -3  |
|  | 10.  | Montevideo Wanderers   | 1,177 | 73  | 62 | 48   | 25   | -14 |
|  | 11.  | Plaza Colonia          | 1,120 | 28  | 25 | -    | 28   | -5  |
|  | 12.  | Cerro                  | 1,048 | 65  | 62 | 39   | 26   | -22 |
|  | 13.  | Montevideo City Torque | 1,040 | 26  | 25 | -    | 26   | -9  |
|  | 14.  | Progreso               | 0,984 | 61  | 62 | 40   | 21   | -38 |
|  | 15.  | Miramar Misiones       | 0,952 | 59  | 62 | 40   | 19   | -31 |
|  | 16.  | River Plate (M)        | 0,903 | 56  | 62 | 40   | 16   | -29 |

Legenda: